# Bruce Springsteen
Bruce Frederick Joseph Springsteen (* 23. září 1949 Long Branch, New Jersey), zvaný „The Boss“, je americký rockový skladatel, zpěvák a kytarista. Přezdívaný „The Boss“ (Šéf), během šesti desetiletí vydal 21 studiových alb; většina z nich vznikla ve spolupráci s doprovodnou kapelou E Street Band, která ho provází od roku 1972. Springsteen je považován za průkopníka žánru heartland rock – stylu, který kombinuje komerčně úspěšný rock s poetickými, sociálně uvědomělými texty odrážejícími život americké dělnické třídy. Proslul energickými koncerty, které často trvají více než čtyři hodiny.
Svá první dvě alba Greetings from Asbury Park, N.J. a The Wild, the Innocent & the E Street Shuffle vydal v roce 1973. Přestože byla kritikou přijata kladně, nezískala široké publikum. Svůj styl změnil a celosvětovou popularitu získal až s albem Born to Run (1975). Následovala alba Darkness on the Edge of Town (1978) a The River (1980), přičemž The River bylo jeho prvním albem, které se dostalo na vrchol žebříčku Billboard 200. Po sólovém akustickém albu Nebraska (1982) nahrál s E Street Bandem album Born in the U.S.A. (1984), které se stalo jeho komerčně nejúspěšnějším a k roku 2024 patří mezi 25 nejprodávanějších alb všech dob. Všechny jeho singly z tohoto alba se dostaly do první desítky žebříčku Billboard Hot 100.
Následující tři alba – Tunnel of Love (1987), Human Touch (1992) a Lucky Town (1992) – nahrál převážně se studiovými hudebníky. V roce 1995 opět svolal E Street Band pro výběrové album Greatest Hits, a nahrál akustické album The Ghost of Tom Joad a EP Blood Brothers.
Album The Rising (2002) bylo věnováno obětem útoků z 11. září. Následovala folková alba Devils & Dust (2005) a We Shall Overcome: The Seeger Sessions (2006), první Springsteenovo album cover verzí. S E Street Bandem poté vydal alba Magic (2007) a Working on a Dream (2009). Dalšími úspěšnými alby byla Wrecking Ball (2012) a High Hopes (2014).
V letech 2017, 2018 a 2021 uváděl kritiky vysoce hodnocený pořad Springsteen on Broadway, v němž kombinoval živou hudbu a osobní příběhy ze své autobiografie z roku 2016. Album s živými nahrávkami vyšlo v roce 2018. Následovala sólová deska Western Stars (2019), album Letter to You (2020) s E Street Bandem a sólové album coverů Only the Strong Survive (2022). Letter to You dosáhlo druhého místa v americkém žebříčku, čímž se Springsteen stal prvním umělcem, který vydal album v Top 5 v šesti po sobě jdoucích dekádách.
Springsteen prodal přes 140 milionů desek po celém světě, což z něj činí jednoho z nejprodávanějších hudebníků všech dob. Získal 20 cen Grammy, dva Zlaté glóby, Oscara za píseň k filmu Philadelphia a zvláštní cenu Tony Award. Byl uveden do Síně slávy skladatelů a Rock and Roll Hall of Fame v roce 1999, obdržel vyznamenání Kennedy Center Honors (2009), titul MusiCares osobnost roku (2013), Prezidentskou medaili svobody (2016) a Národní medaili za umění (2023). V roce 2010 ho časopis Rolling Stone zařadil na 23. místo v seznamu „100 největších umělců všech dob“ a popsal ho jako „ztělesnění rock’n’rollu“.

## Životopis
V rodném kraji New Jersey prožil celé dětství. V sedmi letech viděl v The Ed Sullivan Show účinkovat Elvise Presleyho, a tak se začal zajímat o muziku. Ve 13 letech si za 18 dolarů koupil první kytaru a začal se učit s místními kytaristy. Od svých 16 let zkoušel své umění po kavárnách v New Yorku.
Jeho první album z roku 1973 bylo kritiky velmi oceňováno (Springsteen zaujal svými texty i osobitým projevem), ale komerčně bylo neúspěšné, když se ho prodalo pouze 25 000 kopií. Ani druhé album se přes příznivá hodnocení neprodávalo příliš dobře. Prvá dvě alba byla folkově-soulová. Springsteen si musel na větší úspěch počkat až do roku 1975, kdy vydal své nejpřelomovější album Born to Run, které se vyšplhalo na třetí příčku amerického žebříčku, a bylo mnohem rokenrolovější než předchozí. Píseň Hungry Heart z alba The River (1980) byla prvním jeho mezinárodním hitem.
Dalším známým albem je Born in the U.S.A. z roku 1984. Ústřední stejnojmenný hit o amerických válečných veteránech z Vietnamu bývá mnohdy špatně interpretován jako nacionalistický (Ronald Reagan ho dokonce chtěl použít ve své prezidentské kampani, což Springsteen zakázal), ve skutečnosti se však na mnoha místech k USA staví kriticky. Roku 1989 rozpustil svou kapelu E Street Band (dohromady se dala znovu roku 1999). Píseň Streets of Philadelphia (1994) s tematikou AIDS, jež byla použita jako ústřední píseň filmu Philadelphia byla jeho dalším celosvětovým hitem. Po roce 2001 se stal velkým kritikem americké vládní politiky, zvláště pak války v Iráku, což vedlo k jeho politickému angažování se pro Demokratickou stranu, podílel se zejména na kampani pro demokratického prezidentského kandidáta Johna Kerryho v roce 2004. Za čtyři roky se podobně zapojil do kampaně demokrata Baracka Obamy. V roce 2016 mu Obama udělil Prezidentskou medaili svobody. Ve stejném roce Springsteen vydal knižní paměti Born to Run.

## Vystoupení v Česku

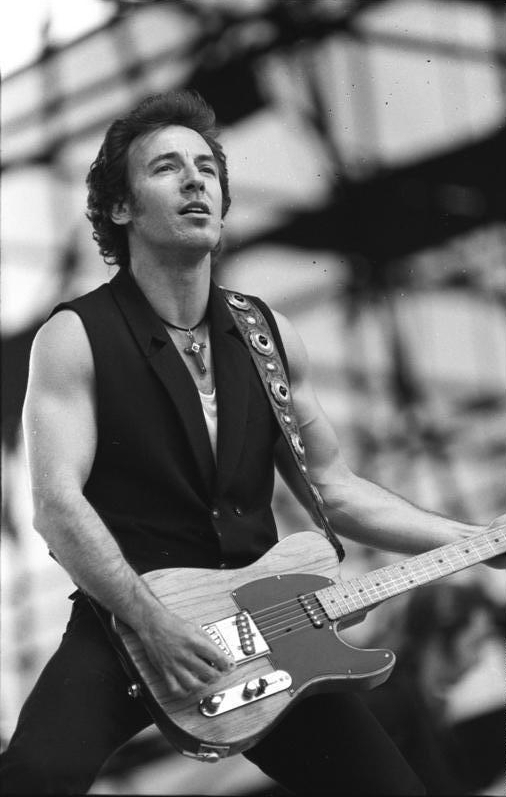
Springsteen na koncertním turné Tunnel of Love Express Tour ve Východním Berlíně, 19. července 1988

Poprvé Bruce Springsteen zahrál v Česku v roce 1997, a to akusticky v Kongresovém centru v Praze.
V roce 2012, v rámci turné k nové desce Wrecking Ball, navštívil Springsteen Česko podruhé – tentokrát s velkolepou show a v doprovodu E Street Band. Koncert se konal 11. července v Synot Tip Aréně v Praze. Koncert dlouhý 3 hodiny a 20 minut s celkem 29 písněmi sledovalo 24 tisíc návštěvníků.
V roce 2024 měl Springsteen navštívit Českou republiku potřetí - společně se svou skupinou E Street Band měl v rámci evropského turné vystoupit 28. května na letišti v Praze-Letňanech, ale konání bylo po Springsteenových zdravotních potížích (hlasová indispozice) odloženo a uskutečnilo se 15. června 2025.

## Diskografie
- 1973: Greetings from Asbury Park, N.J.
- 1973: The Wild, the Innocent and the E Street Shuffle
- 1975: Born to Run
- 1978: Darkness on the Edge of Town
- 1980: The River
- 1982: Nebraska
- 1984: Born in the U.S.A.
- 1986: Live 1975–1985
- 1987: Tunnel of Love
- 1988: EP Chimes of Freedom
- 1992: Human Touch
- 1992: Lucky Town
- 1993: In Concert MTV Plugged
- 1995: Greatest Hits
- 1995: The Ghost of Tom Joad
- 1996: EP Blood Brothers
- 1998: Tracks
- 1999: 18 tracks
- 2001: Live in New York City (CD+DVD)
- 2002: The Rising
- 2003: The Essential Bruce Springsteen
- 2003: Live in Barcelona (DVD)
- 2004: In Concert MTV Plugged
- 2005: Devils & Dust
- 2005: Born To Run: 30th Anniversary 3 Disc Set
- 2006: Hammersmith Odeon London '75
- 2006: We Shall Overcome: The Seeger Sessions
- 2007: Live in Dublin
- 2007: Magic
- 2009: Working On A Dream
- 2010: The Promise
- 2012: Wrecking Ball
- 2014: High Hopes
- 2016: Chapter and Verse
- 2019: Springsteen On Broadway
- 2019: Western Stars
- 2020: Letter to You
- 2022: Only the Strong Survive
- 2024: The Best Of Bruce Springsteen
- 2025: Tracks II: The Lost Albums